# Begonia spinibarbis
Espèce
Begonia spinibarbis est une espèce de plantes de la famille des Begoniaceae.
L'espèce fait partie de la section Pritzelia.
Elle a été décrite en 1957 par Edgar Irmscher (1887-1968).

## Répartition géographique
Cette espèce est originaire du pays suivant : Brésil.